# Sogn
Sogn és un districte tradicional de l'oest de Noruega (Vestlandet). Es troba al comtat de Sogn og Fjordane, que envolta el Sognefjorden, el fiord més gran i llarg de Noruega. La regió de Sogn es compon dels municipis d'Aurland, Balestrand, Hyllestad, Høyanger, Gulen, Leikanger, Luster, Lærdal, Sogndal, Solund, Vik, i Årdal.

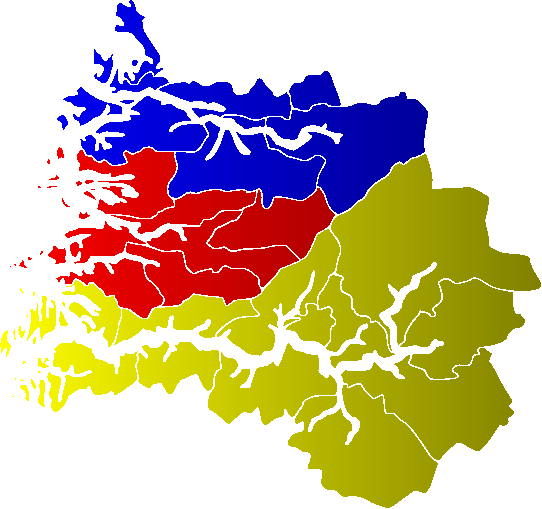
Sogn

El districte cobreix 10.675 quilòmetres quadrats i conté aproximadament el 35% de la població del comtat. L'àrea urbana més gran a Sogn és el poble de Sogndalsfjøra (al municipi de Sogndal), amb 3.455 habitants. La segona àrea urbana més gran és el poble d'Øvre Årdal (al municipi d'Årdal), amb 3.397 persones.
La regió de Sogn comprèn la part sud del comtat de Sogn og Fjordane. Els districtes de Sunnfjord i Nordfjord són els altres dos districtes del comtat.

## Nom
El nom de Sogn és molt antic, ja que pertanyia a l'origen al fiord, ara anomenat Sognefjord, i que deriva del verb Suga que significa "succionar" -en referència a les fortes corrents de la marea a la boca del fiord-. En l'època vikinga, es va utilitzar també el nom de Sygnafylki. El primer element del nom és sygnir, que significa "la gent de Sogn", i l'últim és filky, una forma antiga de la paraula fylke, que significa "comtat".